# Болкиах
Болкиа́х (малайск. Bolkiah) — правящая династия султанов в Брунее, находящаяся у власти с 1363 или 1405 года.

## Представители
Ядро Брунейской королевской семьи составляют ближайшие родственники действующего султана Брунея:
- Султан Хассанал Болкиах и королева Салиха
  - Принцесса Хаджа Рашида Саадатул Болкиах
  - Принцесса Мута-Вакилла Болкиах
  - Наследный принц Аль-Мухтади Билла Болкиах и наследная принцесса Пенгиран Анак Сара
    - Принц Абдул Мунтаким
    - Принцесса Мунира Мадхул
    - Принц Мухаммад Айман
    - Принцесса Фаатима

  - Принцесса Хаджа Маджида Нуурул Болкиах
  - Принцесса Хафиза Болкиах
  - Принц Абдул Азим Болкиах (ум. 24 октября 2020 года)
  - Принц Абдул Малик
  - Принцесса Азема Ни’матул Болкиах
  - Принцесса Фадзила Любабул Болкиах
  - Принц Абдул Матин
  - Принц Абдул Уэйкил
  - Принцесса Амира Вардатул Болкиах

Только Хассанал Болкиах и двое его сыновей, Аль-Мухтади Билла Болкиах и принц Абдул Матин, выполняют государственные обязанности полный рабочий день, главным образом в Канцелярии премьер-министра и Королевских вооружённых силах Брунея. Сестра султана, принцесса Масна Болкиах, является нынешним Послом по особым поручениям в Организации Объединённых Наций, представляющим правительство Брунея, и единственным членом королевской семьи, который является частью действующей королевской семьи.
Другие члены королевской семьи с королевским рангом, которые не выполняют официальных обязанностей, являются братьями и сёстрами султана, а их дети считаются частью младших членов королевской семьи:
- Принц Мохаммед Болкиах
- Принц Суфри Болкиах
- Принц Джеффри Болкиах
- Принцесса Норайн Болкиах
- Принцесса Уми Калтум Аль-Ислам Болкиах
- Принцесса Амаль Ракия Болкия
- Принцесса Амаль Насиба Болкиах
- Принцесса Амаль Джефрия Болкиах

## Список султанов
Список состоит из 30 правителей, включая 29 султанов. В скобках приведены годы правления (несколько скобок, если несколько периодов). Данные приведены для двух официальных источников, в которых они отличаются.
| №   | Портрет | Имя                            | Годы правления                                | Примечание                                                            |
| --- | ------- | ------------------------------ | --------------------------------------------- | --------------------------------------------------------------------- |
| 1.  |         | Мухаммад Шах                   | 1363—1402 или 1405—1415                       |                                                                       |
| 2.  |         | Маджид Хассан                  | 1402—1408 или не правил                       | Сын Хасана, сына Мухаммада Шаха                                       |
| 3.  |         | Ахмад                          | 1408—1425 или 1415—1425                       | Брат Мухаммад Шах, двоюродный дед предыдущего                         |
| 4.  |         | Шариф Али                      | 1425—1432 или 1425—1433                       | Потомок аль-Хасана ибн Али; муж Ратны Кусумы, дочери предыдущего      |
| 5.  |         | Сулейман                       | 1432—1485 или 1433—1473                       | Сын предыдущего                                                       |
| 6.  |         | Болкиах                        | 1485—1524 или 1473—1521                       | Сын предыдущего                                                       |
| 7.  |         | Кахар                          | 1524—1530 или 1521—1575                       | Сын предыдущего                                                       |
| 8.  |         | Саиф Риджал                    | 1530—1581 или 1575—1600                       | Сын предыдущего                                                       |
| 9.  |         | Шах Берунай                    | 1581—1582 или 1600—1605                       | Сын Саифа Риджала                                                     |
| 10. |         | Мухаммад Хассан                | 1582—1598 или 1605—1619                       | Сын Саифа Риджала, брат предыдущего                                   |
| 11. |         | Джалил Акбар                   | 1598—1659 или 1619—1649                       | Сын Мухаммада Хассана                                                 |
| 12. |         | Абдул Джалилул Джаббар         | 1659—1660 или 1649—1652                       | Сын предыдущего                                                       |
| 13. |         | Мухаммед Али                   | 1660—1661 или 1652—1660                       | Сын Мухаммеда Хасана, дядя предыдущего                                |
| 14. |         | Абдул Хаккул Мубин             | 1661—1673 или 1660—1673                       |                                                                       |
| 15. |         | Мухиуддин                      | 1673—1690                                     | Сын Абдула Джалиля Акбара                                             |
| 16. |         | Нассаруддин                    | 1690—1710 или 1690—1705                       | Сын принца Бесара Абдаллы, сына султана Абдул Джалилула Акбара.       |
| 17. |         | Хуссин Камалуддин              | 1710—1730, 1737—1740 или 1705—1730, 1745—1762 |                                                                       |
| 18. |         | Алауддин Мухаммад              | 1730—1737 или 1730—1745                       |                                                                       |
| 19. |         | Омар Али Сайфуддин I           | 1740—1795 или 1762—1796                       |                                                                       |
| 20. |         | Таджуддин Мухаммад             | 1795—1804, 1804—1807 или 1796—1807            |                                                                       |
| 21. |         | Мухаммад Джамалуль Алам I      | 1804 или 1806—1807                            |                                                                       |
| 22. |         | Мухаммад Канзуль Алам          | 1807—1826 или 1807—1829                       | Сын Омара Али Сайфуддина I                                            |
| 23. |         | Мухаммад Алам                  | 1826—1828 или 1825—1828                       | Сын Мухаммада Канзуля Алама                                           |
| 24. |         | Омар Али Сайфуддин II          | 1828—1852 или 1829—1852                       | Сын Мухаммада Алама Джамалуля I                                       |
| 25. |         | Абдул Момин                    | 1852—1885                                     | Сын принца Анака Абдаллы Вахаба, сына султана Омара Али Сайфуддина I. |
| 26. |         | Хашим Джалилуль Алам Акамаддин | 1885—1906                                     | Сын Омара Али Сайфуддина II                                           |
| 27. |         | Мухаммад Джамалуль Алам II     | 1906—1924                                     | Сын Хашима Джалилуля Алама Акамаддина                                 |
| 28. |         | Ахмад Таджуддин                | 1924—1950                                     | Сын Мухаммада Джамалуля Алама II                                      |
| 29. |         | Омар Али Сайфуддин III         | 1950—1967                                     | Сын Мухаммада Джамалуля Алама II, брат предыдущего                    |
| 30. |         | Хассанал Болкиах               | 1967 — настоящее время                        | Сын Омара Али Сайфуддина III                                          |